# Jeff Daniels
Jeff Daniels, właśc. Jeffrey Warren Daniels (ur. 19 lutego 1955 w Athens) – amerykański aktor, reżyser i scenarzysta filmowy, muzyk i dramatopisarz.
Stał się znany z ról w filmach takich jak Dzika namiętność (Something Wild, 1986), Czułe słówka (Terms of Endearment, 1983) i Głupi i głupszy (Dumb & Dumber, 1994). W filmie Woody’ego Allena Purpurowa róża z Kairu (The Purple Rose of Cairo, 1985) grał podwójną rolę i zebrał entuzjastyczne recenzje. Założył teatr w swoim rodzinnym mieście w Chelsea w Michigan i nazwał go na cześć tego filmu – Purple Rose Theatre. Napisał jedenaście sztuk teatralnych.

## Życiorys

### Wczesne lata
Urodził się w Athens, w stanie Georgia w rodzinie metodystów jako syn Marjorie J. (z domu Ferguson) i Roberta Lee „Boba” Danielsa (1929–2012). Dorastał w Chelsea w Michigan, gdzie jego ojciec był właścicielem miejscowego składu materiałów drzewnych The Chelsea Lumber Company. Jego rodzina miała pochodzenie angielskie, szkockie, irlandzkie i niemieckie. Uczęszczał do Central Michigan University i jednocześnie latem 1976 brał udział w rocznym programie teatralnym. Studiował na Eastern Michigan University. Następnie przeniósł się do Nowego Jorku, gdzie w 1979 związał się z grupą teatralną The Shortchanged Review w inauguracyjnym sezonie Second Stage Theatre.

### Kariera sceniczna
Swoją karierę teatralną rozpoczął na off-Broadwayu występując w sztukach takich jak Farma (The Farm, 1976) jako Arthur, Moje życie (My Life, 1977) w roli młodego Eddiego z Williamem Hurtem, Lulu Franka Wedekinda (1978) jako Schwarz i Pan Hunidei oraz Two from the Late Show (1978) jako siostrzeniec (Brontozaur). W 1977 na Broadwayu podczas realizacji Gemini z Dannym Aiello pełnił funkcję asystenta menadżera sceny, a wkrótce zastąpił aktorów sztuki i w latach 1977–1981 występował jako Randy Hastings, Herschel Weinberger i Francis Geminiani. Za rolę Jeda Jenkinsa w broadwayowskiej komedii Piątego lipca (Fifth of July, 1980–1982) z Christopherem Reeve’em zdobył nominację do nagrody Drama Desk w kategorii „Wybitny aktor drugoplanowy w sztuce teatralnej”. W off-broadwayowskim przedstawieniu Antona Czechowa Trzy siostry (1982) z Dianne Wiest wystąpił jako Andrzej Sergiejewicz Prozorow – brat tytułowych trzech sióstr. W 1983 został uhonorowany nagrodą Obie i był ponownie nominowany do nagrody Drama Desk w kategorii „Wybitny aktor w sztuce teatralnej” za rolę Joe Bonhama w monodramie off-broadwayowskim Daltona Trumbo Johnny poszedł na wojnę (Johnny Got His Gun). Za występ w sztuce Lanforda Wilsona Lemon Sky (1986) z Cynthią Nixon był nominowany do nagrody Drama Desk. Grał potem w broadwaypwskich produkcjach: Piątego lipca (Fifth of July, 1980–1982), Złoty wiek (The Golden Age, 1984) i Sekwojowa kurtyna (Redwood Curtain, 1993).
W 1991 założył regionalny teatr Purple Rose Theater Company w Chelsea i napisał jedenaście sztuk.
Był trzykrotnie nominowany do Tony Award na Broadwayu: w 2009 jako Alan w sztuce Yasminy Rezy Bóg mordu z Hope Davis, Jamesem Gandolfinim i Marcią Gay Harden, w 2016 za rolę Raya w duodramie Blackbird w reż. Joe Mantello z Michelle Williams oraz w 2019 za postać Atticusa Fincha, głównego bohatera powieści Zabić drozda (1960) autorstwa amerykańskiej pisarki Harper Lee.

### Kariera ekranowa
Po raz pierwszy pojawił się na szklanym ekranie w biograficznym dramacie wojennym CBS Pogłoska o wojnie (A Rumor of War, 1980) u boku Keitha Carradine’a, Briana Dennehy’ego i Stacy’ego Keacha. Rok potem zadebiutował na kinowym ekranie w dramacie Miloša Formana Ragtime (Ragtime, 1981) z udziałem Jamesa Cagneya i Brada Dourifa. Po zagraniu egoistycznego męża w melodramacie Jamesa L. Brooksa Czułe słówka (Terms of Endearment, 1983) z Debrą Winger, Shirley MacLaine i Jackiem Nicholsonem, stworzył znakomitą podwójną rolę prostodusznego archeologa Toma Baxtera, który schodzi z ekranu na widownię i zakłamanego filmowego amanta Gila Shepherda w komedii romantycznej Woody’ego Allena Purpurowa róża z Kairu (The Purple Rose of Cairo, 1985), za którą zdobył nominację do nagrody Złotego Globu dla najlepszego aktora w filmie komediowym lub musicalu. Postać nieśmiałego urzędnika młodego „yuppie”, symbolu uporządkowanej i pracowitej Ameryki, którego życie do góry nogami przewraca rozrywkowa Lulu (Melanie Griffith) w czarnej komedii Jonathana Demme’a Dzika namiętność (Something Wild, 1986) przyniosła mu drugą nominację do nagrody Złotego Globu.
Za kreację doktora Rossa Jenningsa w komedii fantastycznonaukowej Arachnofobia (1990) odebrał nagrodę Saturna jako najlepszy aktor. Jego występ jako Harry Dunne w duecie z Jimem Carreyem w komedii Głupi i głupszy (Dumb & Dumber, 1994) był nominowany do nagrody MTV Movie i Teen Choice Awards dla najlepszego duetu ekranowego. Jako Bill Johnson w komediodramacie Gary’ego Rossa Miasteczko Pleasantville (Pleasantville, 1998) zdobył nominację do Nagrody Satelity w kategorii „Najlepszy aktor drugoplanowy w filmie komediowym lub musicalu”. Kolejną nominację do Złotego Globu dostał za rolę intelektualnego snoba, który uważa siebie za wielkiego pisarza w komediodramacie Walka żywiołów (The Squid and the Whale, 2005). Rola Lewisa w dramacie kryminalnym Świadek bez pamięci (The Lookout, 2007) przyniosła mu nominację do Nagrody Satelity w kategorii „Najlepszy aktor dramatyczny w dramacie”. Był ponownie nominowany do Złotego Globu dla najlepszego aktora w serialu dramatycznym i dwukrotnie do Nagrody Satelity w kategorii „Najlepszy aktor dramatyczny w dramacie” jako Will McAvoy w serialu HBO Newsroom (2012–2014). Jako John O’Neill w miniserialu platformy internetowej Hulu The Looming Tower (2018) zdobył nominację do Nagrody Satelity w kategorii „Najlepszy aktor w miniserialu i serialu limitowanym lub w filmie telewizyjnym”. Był nominowany do Złotego Globu w kategorii „Najlepszy aktor w serialu limitowanym, serialu antologicznym lub filmie telewizyjnym” za rolę Jamesa Comeya w telewizyjnym dramacie politycznym Showtime The Comey Rule (2020).

### Działalność muzyczna
Zrealizował cztery albumy ze swoich koncertów: Jeff Daniels Live and Unplugged (2004), Live At The Purple Rose (2009), Grandfather’s Hat (2012) i Days Like These (2014).

## Życie prywatne
13 lipca 1979 ożenił się ze swoją koleżanką ze szkoły średniej Kathleen Rosemary Treado. Mają troje dzieci: dwóch synów – Benjamina (ur. 1984) i Lucasa (ur. 1987) oraz córkę Nellie (ur. 1990).

## Filmografia
- 1981: Miłość i chwała (Ragtime) jako P.C. O’Donnell
- 1983: Czułe słówka (Terms of Endearment) jako Flap Horton
- 1985: Purpurowa róża z Kairu (The Purple Rose of Cairo) jako Tom Baxter[16]
- 1986: Dzika namiętność (Something Wild) jako Charles Driggs
- 1987: Złote czasy radia (Radio Days) jako Biff Baxter
- 1990: Arachnofobia jako dr Ross Jennings
- 1991: Żona rzeźnika (The Butcher's Wife) jako dr Alex Tremor
- 1992: Ucieczka przez czas (Grand tour – Disaster in time) jako Ben Wilson
- 1993: Gettysburg jako płk. Joshua Lawrence Chamberlain
- 1994: Głupi i głupszy (Dumb & Dumber) jako Harry Dunne
- 1994: Speed: Niebezpieczna prędkość (Speed) jako detektyw Harold 'Harry' Temple
- 1996: 101 dalmatyńczyków (101 Dalmatians) jako Roger
- 1996: Droga do domu (Fly Away Home) jako Thomas Alden
- 1997: Prawem na lewo (Trial and Error) jako Charles Tuttle
- 1998: Miasteczko Pleasantville (Pleasantville) jako Bill Johnson
- 1999: Mój przyjaciel Marsjanin (My Favorite Martian) jako Tim O’Hara
- 2002: Godziny (The Hours) jako Louis Waters
- 2002: Krwawa profesja (Blood Work) jako Buddy Noone
- 2003: Generałowie (Gods and Generals) jako płk. Joshua Lawrence Chamberlain
- 2004: Wymyśleni bohaterowie (Imaginary Heroes) jako Ben Travis
- 2005: Walka żywiołów (The Squid and the Whale) jako Bernard Berkman
- 2005: Good Night and Good Luck (Good Night, and Good Luck) jako Sig Mickelson
- 2006: RV: Szalone wakacje na kółkach (RV) jako Travis Gornicke
- 2007: Świadek bez pamięci (The Lookout) jako Lewis
- 2009: Stan gry (State of Play) jako George Fergus
- 2014: Głupi i głupszy bardziej (Dumb & Dumber to) jako Harry Dunne
- 2015: Marsjanin jako Teddy Sanders
- 2015: Steve Jobs jako John Sculley
- 2016: Wierna jako David
- 2018: The Catcher Was a Spy jako William Donovan
- 2019: Guest Artist jako Joseph Harris
- 2020: Adam jako Mickey

## Seriale tv
- 1980: Oderwać (Breaking Away)
- 1980: Hawaje Pięć-O (Hawaii Five-O) jako Neal Forrester
- 1987: Trying Times jako Jim
- 1988: Tanner '88 jako Park Ranger
- 1993: Frasier jako Doug
- 2012: The Newsroom
- 2017: Godless jako Frank Griffin
- 2024: Facet z zasadami (A Man in Full) jako Charlie Croker